# Castellalto
Castellalto es un municipio situado en el territorio de la Provincia de Teramo, en Abruzos (Italia).

## Demografía
| Gráfica de evolución demográfica de Castellalto entre 1861 y 2001 |
|                                                                   |
| Fuente ISTAT - elaboración gráfica de Wikipedia                   |